# سام ويلر (صحفي)
سام ويلر (بالإنجليزية: Sam Weller)‏ هو صحفي أمريكي، ولد في 31 يناير 1967 في ليك فورست في الولايات المتحدة.